# سیارک ۷۹۷۴
سیارک ۷۹۷۴ (به انگلیسی: 7974 Vermeesch، نامگذاری:2218T-2) هفت هزار و نهصد و هفتاد و چهارمین سیارک کشف شده‌است که در ۲۹ سپتامبر ۱۹۷۳ کشف شد.
قدر مطلق سیارک برابر ۱۴٫۵۰ است.